# Володарський район (Київська область)
Воло́дарський райо́н — колишній район в Україні, на південному заході Київської області. Був розташований у лісостеповій зоні, у північно-східній частині Придніпровського підвищення за 120 км від Києва і за 40 км від Білої Церкви. Населення становило 18 029 осіб (на 1 жовтня 2013). Районний центр — Володарка. Район займав територію 646 км². 
Існував у 1923—1962, 1965—2020. При ліквідації у 2020 році вся територія відійшла до складу Білоцерківського району.

## Символіка
Символікою Володарського району є герб Володарського району і прапор Володарського району.
Головним елементом герба Володарського району є зображення берла давньоруських князів, зокрема Володаря Ростиславовича, з ім'ям якого найбільш імовірно можна пов'язати назву населеного пункту Володарка, а прапора — хрещатий розподіл його на 4 частини.

### Герб
Герб Володарського району (далі Герб) має форму щита червоного кольору, обрамленого дубовою, сосновою, березовою гілками та розміщеною зверху квіткою калини жовто-коричневого кольору.
На червоному полі Герба зображено берло давньоруських князів золотистого кольору.
За одиницю взято висоту гербового щита.
Його ширина становить 0,82 м. Розміри княжого берла: висота - 0,81 м, товщина рукоятки — 0,107 м. Діаметр кульки — 0,054 м. Від верхньої кульки до верхньої межі гербового щита — 0,095 м, від основи княжого берла до нижньої межі гербового щита −0,095 м, від бічної кульки до бічної межі гербового щита — 0,19 м. Довжина рукоятки становить (від нижньої межі перехрестя до потовщення) 0,48 її. Щит увінчується квіткою калини та обрамлений бронзовим вінком із соснових, дубових та березових гілок.
Соснова гілка розташована ліворуч і складається з 17 менших гілочок, розміщених з низу до верху у такій послідовності: 3:2:3:2:3:1:3. Кожні з трьох менших гілочок, крім верхніх, зображені з одною шишкою. Розмір соснової гілочки становить тах 0,25 її на 0,078 м, тіп 0,15 м на 0,078 її, а шишки — 0,12 м на 0,08 її.
Дубова гілка розташована праворуч й складається з 18 листочків, розміщених у сім рядів, причому чотири нижні ряди складено з трьох листочків кожний, а три верхні ряди - з двох листочків кожний. В першому знизу, а також другому, третьому, четвертому та шостому рядах зображено ще по одному жолудю. Розмір дубового листочка становить 0,19 м на 0,12 м, а жолудя — 0,09 м на 0,06 м. Соснові та дубові гілки розташовано симетрично одна щодо іншої та з'єднано знизу під щитом двома березовими гілками, перев'язаними по головній вертикальній осі щита стрічкою.
Кожна з березових гілок утворена з 20 листочків, вміщених в п'ять рядків по три листочка в кожному, причому гілка починається одним та закінчується двома листочками. До третього ряду зверху домальовано по дві сережки, що звисають донизу. Довжина одної сережки становить 0,14 м, а ширина — 0,02 м.
Стрічка утворює поверх листя хрест, причому верхній фрагмент стрічки перетинає листя з лівого нижнього положення до правого верхнього, а нижній фрагмент з правого нижнього положення до лівого верхнього. З-під листя виглядають два кінчики стрічки. Довжина перехрещеного фрагменту стрічки становить 0,2 її, а ширина 0,03 п. Довжина кінчика стрічки становить 0,14 м, а ширина — 0,06 м.
Квітка калини складається з 28-ми п'ятипелюсткових квіточок. Навколо центральної квіточки розміщено два кола з шести та дванадцяти таких само квіточок, а третє зовнішнє коло складається з дев'яти більших квіточок. Діаметр маленької квіточки становить 0,019 Ь, а більшої квіточки — 0,051 її.

### Прапор
Прапор Володарського району являє собою прямокутне полотнище червоного кольору розмірами у співвідношенні ширини до довжини як 1 до 1,45 (м). Поле полотнища хрестоподібне розподілене двома золотими смугами. Ширина вертикальної смуги становить 0,27 м, а ширина горизонтальної- 0,135 м. Від бокової межі полотнища до вертикальної лінії — 0,58 м, від верхньої межі полотнища до горизонтальної лінії — 0,24 м.
Кожна з березових гілок утворена з 20 листочків, вміщених в п'ять рядків по три листочка в кожному, причому гілка починається одним та закінчується двома листочками. До третього ряду зверху домальовано по дві сережки, що звисають донизу. Довжина одної сережки становить 0,14 м, а ширина — 0,02 м.
Стрічка утворює поверх листя хрест, причому верхній фрагмент стрічки перетинає листя з лівого нижнього положення до правого верхнього, а нижній фрагмент з правого нижнього положення до лівого верхнього. З-під листя виглядають два кінчики стрічки. Довжина перехрещеного фрагменту стрічки становить 0,2 її, а ширина 0,03 п. Довжина кінчика стрічки становить 0,14 м, а ширина — 0,06 м. Квітка калини складається з 28-ми п'ятипелюсткових квіточок. Навколо центральної квіточки розміщено два кола з шести та дванадцяти таких само квіточок, а третє зовнішнє коло складається з дев'яти більших квіточок. Діаметр маленької квіточки становить 0,019 м, а більшої квіточки — 0,051 її.

## Географія
Сільськогосподарські угіддя займають 52990 га, з них:
- рілля — 48755 га
- сіножаті — 2046 га
- пасовища — 1730 га
- сади — 459 га
- ліси — 6517 га
- водне дзеркало −1118 га

## Історія
Мешканців володарських земель завжди відзначав волелюбний дух і прагнення до незалежності. У 1594—1596 рр. вони брали участь у селянсько — козацькому повстанні під проводом Северина Наливайка. За активну участь у визвольній війні 1648—1654 рр. польська шляхта стала називати Володарку «гніздом характерників». У ХУІІІ ст. Володарщина була охоплена гайдамацьким рухом.
Жителі району шанують історію свого краю, дбайливо оберігають пам'ятники історії та архітектури, яких в районі налічується 89.Серед них справжньою перлиною є унікальна пам'ятка архітектури -церква Покрова Богородиці у с. Пархомівка, збудована на початку XX століття поміщиком В. Голубйовим і розписана за ескізами відомого художника і вченого М.Реріха. Далеко за межами області відома і пам'ятка архітектури XIX ст. Свято-Троїцька церква в с. Руде Село, де розташована чудотворна ікона Рудосільської Божої Матері.
У 1923 році було створено Володарський адміністративний район з центром у Володарці., а з 27 лютого 1932 року він увійшов до складу Київської області. Сьогодні на території району проживають 22,9 тис. чоловік. За громадянством українців — 99,8 %, росіян — 0,1 %, інших — 0,1 %.
Історично Володарщина сформувалася як регіон з переважаючим розвитком сільськогосподарського виробництва. Традиційно його основою є землеробство, в структурі якого переважають вирощування зернових культур та цукрових буряків.

### Сучасність
Як адміністративна одиниця район був утворений 1923 року. До його складу входить 37 населених пунктів. В районі діють одна селищна та 21 сільська ради. В районі проживає 22,9 тис. чоловік, з них в смт. Володарка 7,6 тис. чол. (32,5 %), в сільській місцевості — 15,8 тис. чол. (67,5 %).
У минулому році у в ПП «Аграрне» (с. Рубченки, директор В. С. Любомський) зернових зібрано 85,9 ц/га, зокрема кукурудзи 128,8 ц/га в перерахунку на сухе зерно, а в ПП «Світанок» (смт. Володарка, директор Романчук Л. В.) врожайність цукристих становила 658,5 ц/га. Далеко за межами Київської області відома продукція елітно-насіннєвої агрофірми «Мрія» (с. Капустинці, директор М. В. Андрусенко), де вирощують і реалізують елітне насіння зернових культур.
Основними напрямками тваринництва є виробництво м'яса і молока. Всього виробництвом сільськогосподарської продукції в районі займаються 23 сільськогосподарські підприємства та 27 селянських (фермерських) господарств.
Основу промислового потенціалу району становлять ВАТ «Гор-Пустоварівський цукрозавод», АТ «Сир», СТ «Володарський хліб», заводи «Керамік» та «Лазурит».
Останнім часом зросла роль малого підприємництва, яке стає важливим сектором економіки району. У всіх сферах економічної діяльності зайнято 6 850 чол., на власних підприємствах — 37 чол., у власних селянських (фермерських) господарствах — 42 чол., в особистих підсобних господарствах — 917 чол., у окремих громадян та на індивідуальній основі — 365 чол.

## Адміністративний устрій
Адміністративно-територіально район поділяється на 1 селищну раду та 21 сільську раду, які об'єднують 37 населених пунктів і підпорядковані Володарській районній раді. Адміністративний центр — смт Володарка.

## Населення
Розподіл населення за віком та статтю (2001):
| Стать | Всього | До 15 років | 15-24 | 25-44 | 45-64 | 65-85 | Понад 85 |
| --- | ------ | ----------- | ----- | ----- | ----- | ----- | -------- |
| Чоловіки | 10 582 | 2123        | 1452  | 3009  | 2713  | 1240  | 45       |
| Жінки | 12 760 | 1975        | 1479  | 3087  | 3324  | 2609  | 286      |
| \| Статево-вікова піраміда \| Статево-вікова піраміда \| Статево-вікова піраміда \| \| ----------------------- \| ----------------------- \| ----------------------- \| \| Чоловіки \| Вік \| Жінки \| \| 45 \| 85 + \| 286 \| \| 107 \| 80-84 \| 374 \| \| 247 \| 75-79 \| 749 \| \| 454 \| 70-74 \| 878 \| \| 432 \| 65-69 \| 608 \| \| 909 \| 60-64 \| 1226 \| \| 469 \| 55-59 \| 647 \| \| 663 \| 50-54 \| 746 \| \| 672 \| 45-49 \| 705 \| \| 773 \| 40-44 \| 806 \| \| 842 \| 35-39 \| 823 \| \| 691 \| 30-34 \| 740 \| \| 703 \| 25-29 \| 718 \| \| 602 \| 20-24 \| 673 \| \| 850 \| 15-20 \| 806 \| \| 943 \| 10-14 \| 863 \| \| 708 \| 5-9 \| 663 \| \| 472 \| 0-4 \| 449 \| |        |             |       |       |       |       |          |
| Статево-вікова піраміда |        |             |       |       |       |       |          |
| Чоловіки | Вік    | Жінки       |       |       |       |       |          |
| 45 | 85 +   | 286         |       |       |       |       |          |
| 107 | 80-84  | 374         |       |       |       |       |          |
| 247 | 75-79  | 749         |       |       |       |       |          |
| 454 | 70-74  | 878         |       |       |       |       |          |
| 432 | 65-69  | 608         |       |       |       |       |          |
| 909 | 60-64  | 1226        |       |       |       |       |          |
| 469 | 55-59  | 647         |       |       |       |       |          |
| 663 | 50-54  | 746         |       |       |       |       |          |
| 672 | 45-49  | 705         |       |       |       |       |          |
| 773 | 40-44  | 806         |       |       |       |       |          |
| 842 | 35-39  | 823         |       |       |       |       |          |
| 691 | 30-34  | 740         |       |       |       |       |          |
| 703 | 25-29  | 718         |       |       |       |       |          |
| 602 | 20-24  | 673         |       |       |       |       |          |
| 850 | 15-20  | 806         |       |       |       |       |          |
| 943 | 10-14  | 863         |       |       |       |       |          |
| 708 | 5-9    | 663         |       |       |       |       |          |
| 472 | 0-4    | 449         |       |       |       |       |          |

## Соціальна сфера
На Володарщині створено і успішно функціонує освітня система, яка за роки незалежності сформувалась як сфера освітніх послуг, що максимально наближена до інтересів та здібностей дитини. На сьогодні вона включає 20 дошкільних, 2 позашкільних, та 22 середніх загальноосвітніх заклади, ПТУ-27 і школу-інтернат. Відкрито навчально-виховний заклад нового типу — ліцей, що створило сприятливі умови для розвитку і становлення обдарованих дітей, дало можливість отримати якісну освіту.
Педагогічний корпус району нараховує 428 працівників, 22 з яких вчителі-методисти, 22 мають звання «Старший вчитель», 148 — спеціалісти вищої категорії 140 дітей-сиріт та дітей, позбавлених батьківського піклування, знаходять тепло і ласку у Володарській школі-інтернаті і мають змогу навчатися і відпочивати в гарних умовах.
Система охорони здоров'я району переорієнтована на пріоритетний розвиток амбулаторно-поліклінічної допомоги. На території району працюють 33 лікарняні заклади, в яких працює 53 спеціалістів з вищою освітою. Приймає відвідувачів кабінет планування сім'ї.
Знаменита Володарщина і колективами художньої самодіяльності. Свої барви у пісенний вінок району вплітають 8 вокально-хорових, 2 хореографічні колективи, 11 любительських об'єднань. Особливу популярність здобули не лише на Київщині, а й за її межами, народний духовий оркестр та народний хор районного будинку культури. Хоровий колектив, якому вже понад 20 років, є неодноразовим переможцем Всеукраїнських оглядів народної творчості, обласних оглядів — конкурсів хорових колективів імені К.Стеценка, лауреатом огляду — конкурсу народних хорів ім. П. Демуцького.
Естетичним вихованням дітей займається Володарська школа мистецтв. Для підтримки юних талантів щорічно проводиться районний фестиваль дитячої творчості «Таланти твої, Володарщино».
В районі створено розгалужену мережу установ культури, головними напрямками діяльності яких є збереження історико-культурної спадщини, розвиток народної творчості, організація змістовного дозвілля людей. До послуг читачів — 28 бібліотек.
Фізкультурно-оздоровчу та спортивну роботу організовують і проводять спортивне товариство «Колос» та спортивний клуб «Гарт», осередки яких є в 22 селах району. Справжньою кузнею спортивних кадрів стала дитячо-юнацька спортивна школа, де працюють баскетбольна, легкоатлетична та футбольна секції. Юні спортсмени — учасники та призери обласних, всеукраїнських та міжнародних змагань. За підсумками обласного огляду-конкурсу на найкращу організацію фізкультурно-оздоровчої та спортивно-масової роботи район посідає 2 місце в області.
Сьогодні Володарщина — один з найкращих аграрних районів Київської області, який впевнено вступає в своє 80-ліття.

## Пам'ятки
На Володарщині є 106 пам'яток археології. Це 2 городища в Городище-Косівському і Березні, 63 поселення, 26 курганних груп, 13 курганів, серед них найвідоміші — Царева Могила на околиці Лихачихи та Орлиха на території Завадівської сільської ради; 1 курганний могильник біля З райок та 1 оборонна споруда в центрі Городище-Косівського.
Серед пам'яток історії та культури району — 43 пам'ятники загиблим воїнам, одинокі та братські могили. Маємо 10 пам'ятних знаків жертвам голодомору 1932—1933 р.р. у Володарці, Косівці, Рудому Селі, Рубченках, Городище-Пустоварівському, Таргані, Надросівці, Логвині, Пархомівці.
За останні роки в районі відбулися позитивні зрушення у відбудові архітектурних пам'яток, відродженні храмів. Ще у 90-их роках минулого століття вдалося відродити визначну пам'ятку архітектури, культури та мистецтва — Пархомівську Свято-Покровську церкву. До ансамблю цього величного храму, збудованого у 1903—1907 р.р. за проектом відомого архітектора В.Покровського з мозаїчними полотнами «Покрова пресвятої Богородиці» та «Спас нерукотворний» за ескізами М.Реріха, входять також великі ворота і огорожа, будинок священика, який перебуває у стані реставрації та сторожка.
В 1994 році неподалік церкви було споруджено пам'ятник В.Голуб'єву — колишньому власнику Пархомівського маєтку, інженеру залізничних шляхів Росії.
З 1998 року ведуться відновлювально-реставраційні роботи пам'ятки архітектури XIX ст. у Рудому Селі — Свято-Троїцької церкви.

## Екскурсійні об'єкти
- Залишки Палацу к. XVIII — п. XIX ст. (с. Руде Село)
- Курган Київської Русі «Орлиха» (смт. Володарка)
- Курган Царева могила (с. Лихачиха)[3]
- Музей «Хліба та хліборобської Слави» (смт. Володарка)
- Музей Володарський історико-краєзнавчий (смт. Володарка)
- Пам'ятник В. Ф. Голубєву (с. Пархомівка)
- Пам'ятник жертвам голодомору 1932—1933 років (с. Косівка)
- Перший в Україні пам'ятник жертвам голодомору 1933 року (с. Тарган)
- Святопокровська церква (Пархомівка)
- Троїцька церква (с. Руде Село)
- Церква Різдва Пресвятої Богородиці (с. Березна)
- Миколаївська церква (с. Зрайки)
- Покровська церква (с. Ожегівка)
- Михайлівська церква (с. Мармуліївка)
- Водяний млин (с. Березна)

## Персоналії
Володарщина — один з мальовничих куточків Київської області. Її площа становить 646,3 км². Земля району багата покладами гранітів, керамічних глин, родючими чорноземами.
Володарський край — батьківщина Героїв Радянського Союзу О. П. Плугатаря та М. В. Михеєва, Героїв Соціалістичної Праці Н. А. Курманчук та П. М. Бабанюка, президента Академії інженерних наук, президента Відкритого Міжнародного університету розвитку людини, члена трьох міжнародних академій П. М. Таланчука, Заслуженого діяча науки і техніки України, доктора медичних наук академіка Л. П. Кіндзельського, удостоєного почесного звання Американського Біографічного інституту «Людина ХХ століття», доктора філософських наук академіка В. І. Шинкарука, доктора фізико-математичних наук, лауреата Сталінської премії, академіка А. П. Комара, Заслуженого учителя України, автора першого українського букваря Б. С. Саженюка, доктора філологічних наук, професора П. І. Орлика, доктора історичних наук, професора П. П. Бачинського, доктора технічних наук В. В. Гука, доктора історичних наук В. С. Драчука.
До генеральського корпусу України увійшло 11 володарчан. Серед них, начальник УПБ МНС України в Київській області, генерал — майор В. П. Мельник, начальник обласного управління СБУ в Черкаській області, генерал -майор М. Й. Кулінський, генерал — майор В. Ф. Гречанінов.
Благодатна на красу природа Володарщини дала поштовх до творчості народним художникам Ю. Ю. Тимченку та П. З. Ємцю, художнику — аматору і скульптору І. Я. Зоренку, поетам М. А. Познанській, В. Д. Невінчаній, Л. І. Лісіченко, А. Ф. Михайлевському, В. І. Дідківському, прозаїкам П. Ф. Кравчуку, В. Я. Брезицькому, В. К. Драчуку, М. Г. Махінчуку.
- Кравчук Степан Степанович (1899 с. Зрайки — 1991 Москва) — радянський вчений юрист
- Кравчук Василий Петрович (1948, с. Косивка) заслужений художник Росії, художній редактор закритого акціонерного товариства «Кемеровское книжное издательство»

## Політика
25 травня 2014 року відбулися Президентські вибори України. У межах Володарського району були створені 34 виборчі дільниці. Явка на виборах складала — 71,79 % (проголосували 11 727 із 16 336 виборців). Найбільшу кількість голосів отримав Петро Порошенко — 51,85 % (6 080 виборців); Юлія Тимошенко — 23,29 % (2 731 виборців), Олег Ляшко — 13,75 % (1 613 виборців), Анатолій Гриценко — 4,09 % (480 виборців). Решта кандидатів набрали меншу кількість голосів. Кількість недійсних або зіпсованих бюлетенів — 0,76 %.